# Алпака (легура)
Алпака то јест алпака-сребро, заједнички је назив за металну легуру, комбинацију метала — бакра, никла и каткад других метала, као што су цинк, калај, олово и кадмијум. Такође, легура се назива никл-сребро, немачко сребро, Аргентан, ново сребро, никлов месинг, албата, електрум и пактонг. Легура се користи у разним комерцијалним производима, као и у техничкој индустрији. Уобичајена формулација је 60% бакар, 20% никл и 20% цинк.

## Порекло
Алпака је први пут произведена и употребљена у Кини, као замена за чисто сребро. Донесена је у Европу, уз робу с којом се у 19. веку трговало, и нашла се на тржишту под кинеским називом пактонг, или, како је у Европи названа, бели бакар. Током 19. века, неколико немачких компанија покренуло је производњу сличних легура, а 1823. одржано је такмичење у циљу откривања која од постојећих легура најбоље имитира сребро.

## Технолошка унапређења поступка
Немачки произвођач Берндорф први је производио и продавао никл-сребро под називом Алпака-сребро, и тај назив постао је најчешће коришћен у Европи. Године 1840, развијен је поступак са електро-плочама, што је омогућило фино наношење металних превлака на металне али и неметалне објекте, а то је алпака-сребру отворило врата за многа нова тржишта. Слична легура се производи у САД, али њен састав је 75% бакра и 25% никла, а назива се бакар-никл.

## Примена
Дуги низ година алпака је била састојак неколико европских монета (ковани новац), укључујући португалски ескудо и немачку марку. Са преласком на евро, те кованице су повучене из оптицаја. Алпака-сребро се може наћи у разним компонентама за бродове, јер је отпорна на влагу и корозију. Користи се и као комбинација метала у електричним постројењима. Алпака-сребро се често налази у музичким инструментима: саксофони израђени од никл-сребра имају врло снажан звук, а обое и кларинети обавезно имају делове од алпака-сребра. Никл-сребро је корисно и стога што му није потребно лакирање, те је најчешћи материјал за кључеве.
Због своје визуелне сличности алпака се често користи као јефтинија замена правог сребра, нпр. у производњи бижутерије. Његова нерђајућа површина чини да се производи лако чисте - довољан је сок од лимуна или благи сапун да отклони било какве флеке.

## Основне врсте
- Никлово сребро 60% Cu 20% Ni 20% Zn
- Никлово сребро А 62% Cu 33% Ni 5% Zn
- Немачко сребро 46% Cu 20% Ni 34% Zn
- Кинеско сребро 65% Cu 13% Ni 20% Sn 2% Ag[7]

### Отровност
Према Мерковом приручнику при дужем додиру бакарних легура и киселе хране може доћи до растварања бакра, који делује отровно, те у случају продужене изложености може довести до цирозе јетре.